# Nadja Glenzke
Nadja Glenzke (Berlijn, 25 augustus 1995) is een Duitse voormalige beachvolleyballer. Met Julia Großner werd ze in 2017 Europees kampioen.

## Carrière
Glenzke bereikte in 2013 met Maria Eckelmann de achtste finales van de WK onder 19 in Porto. Een jaar later herhaalde ze deze prestatie met Lara Schreiber bij de WK onder 21 in Larnaca. Met Sarah Schneider behaalde ze dat jaar een vijfde plaats bij de EK onder 20 in Cesenatico. Met Lisa Arnholdt eindigde ze in 2015 bij de EK onder 22 in Macedo de Cavaleiros opnieuw als vijfde. Het jaar daarop wonnen ze brons bij hetzelfde toernooi in Thessaloniki. In 2016 maakte Glenzke bovendien haar debuut in de FIVB World Tour. Ze nam deel aan twee kwalificatiewedstrijden. Met Kim Behrens deed ze mee aan de Duitse kampioenschappen in Timmendorfer Strand. Het seizoen daarop vormde ze een team met Julia Großner. Het duo nam deel aan zeven toernooien in de World Tour en kwam daarbij tot twee negende plaatsen (Xiamen en Gstaad). Bij de wereldkampioenschappen in Wenen verloren ze in de zestiende finale van hun landgenoten Chantal Laboureur en Julia Sude. In Jūrmala bereikten Glenzke en Großner de finale van de Europese kampioenschappen, nadat ze in de kwartfinale onder andere de wereldkampioenen Laura Ludwig en Kira Walkenhorst hadden verslagen. In de finale waren ze in drie sets te sterk voor het Tsjechische tweetal Kristýna Kolocová en Michala Kvapilová, waardoor ze Europees kampioen werden. Bij de nationale kampioenschappen eindigden ze als zevende. Na afloop van het seizoen beëindigde Glenzke haar sportieve loopbaan.

## Palmares
Kampioenschappen
- 2016:  EK U22
- 2017:  EK